# Breitbart News
Breitbart News is een Amerikaanse nieuwssite van conservatieve en populistische signatuur, gesticht door Andrew Breitbart en Larry Solov in 2005. De nieuwssite behandelt vooral politiek, actualiteit en sport. Het hoofdkantoor is gevestigd in Los Angeles. Het bedrijf heeft bijkantoren in Londen, Jeruzalem en Texas.
De website is populair onder de alt-rightaanhangers.

## Geschiedenis
Andrew Breitbart (1969-2012) begon de website in 2005 als een alternatieve nieuwsbron met directe links naar onder andere Associated Press, Reuters, Fox News en de New York Post. De aanvankelijke groei van de site werd grotendeels gerealiseerd door links naar de site Drudge Report. Tijdens een verblijf in Israël in 2007 vroeg Breitbart aan Larry Solov of die hem wilde helpen met het opzetten van een mediabedrijf dat onomstotelijk 'pro-vrijheid' en 'pro-Israël' zou zijn. "We werden ziek van de anti-Israëlretoriek van de mainstreammedia." In datzelfde jaar begon Breitbart een videoblog, Breitbart.tv genaamd. In 2013 werd aan de website een afdeling voor sport toegevoegd: Breitbart Sports. In 2015 volgde Breitbart Tech, een afdeling voor nieuws over technologie en internetcultuur.
Ten tijde van de Amerikaanse presidentsverkiezingen 2016 kreeg de website veel aandacht door zijn berichtgeving over presidentskandidaat Donald Trump. Van 2012 tot augustus 2016 werd Breitbart News LLC, het moederbedrijf van Breitbart, voorgezeten door Steve Bannon, die kort daarna de campagneleider van Donald Trump zou worden. Ook de controversiële journalist Milo Yiannopoulos, die voor Breitbart van oktober 2015 tot februari 2017 de technologieredactie leidde, speelde daarin een rol.
Breitbart News wordt onder meer gefinancierd door de Amerikaanse informaticus en miljardair Robert Mercer.